# Amstel Gold Race 2009
44. edycja kolarskiego wyścigu Amstel Gold Race odbyła się 19 kwietnia 2009 roku. Wyścig wygrał Rosjanin, Siergiej Iwanow z grupy Team Katusha, dla którego był to największy sukces w zawodowej karierze. Aktualny mistrz Rosji, na mecie wyprzedził Holendrów Karstena Kroona i Roberta Gesinka. Na piątym miejscu uplasował się ubiegłoroczny zwycięzca, Włoch Damiano Cunego.
Decydującą o losach wyścigu akcję rozpoczął 10 km przed metą Gesink, do którego wkrótce dołączyli Kroon i Iwanow. Prowadząca trójka dojechała do ostatniego wzniesienia Cauberg z kilkusekundową przewagą nad grupą pościgową. Zmęczony Gesink nie nawiązał już walki z dwójką rywali, z których więcej sił na finiszu zachował Iwanow. Na trasie wyścigu doszło do kraksy, w której najbardziej ucierpiał mistrz Luksemburga Frank Schleck. Około 70 km przed metą Schleck przewrócił się wraz z Australijczykiem Matthew Lloydem. Obaj zostali przewiezieni do szpitala, jednak obrażenia okazały się mniej groźne niż sądzono.

## Trasa
Wystartowało 185 kolarzy (bez zawodników polskich), a ukończyło 123. Trasa liczyła 257,4 km. Start wyścigu miał miejsce w Maastricht, meta znajdowała się w Valkenburgu.

## Wyniki
| M-ce | Imię i nazwisko       | Kraj       | Drużyna          | Czas         |
| ---- | --------------------- | ---------- | ---------------- | ------------ |
| 1.   | Siergiej Iwanow       | Rosja      | Team Katusha     | 6h 38min 31s |
| 2.   | Karsten Kroon         | Holandia   | Team Saxo Bank   | + 0.00       |
| 3.   | Robert Gesink         | Holandia   | Rabobank         | + 0.08       |
| 4.   | Philippe Gilbert      | Belgia     | Silence-Lotto    | + 0.08       |
| 5.   | Damiano Cunego        | Włochy     | Lampre           | + 0.08       |
| 6.   | Aleksander Kołobniew  | Rosja      | Team Saxo Bank   | + 0.08       |
| 7.   | Simon Gerrans         | Australia  | Cervélo TestTeam | + 0.08       |
| 8.   | Nick Nuyens           | Belgia     | Rabobank         | + 0.08       |
| 9.   | Christian Pfannberger | Austria    | Team Katusha     | + 0.08       |
| 10.  | Andy Schleck          | Luksemburg | Team Saxo Bank   | + 0.08       |